# Gheorghe Petrașcu
Gheorghe Petrașcu, né le 5 décembre 1872 à Tecuci et mort le 1er mai 1949  à Bucarest, est un peintre roumain.

## Biographie
Gheorghe Petrașcu naît le 5 décembre 1872 à Tecuci,.
Après ses études à la Faculté des Sciences, il étudie à l'École des Beaux-Arts de Bucarest de 1893 à 1888, auprès de Nicolae Grigorescu. Il étudie ensuite à Munich en 1898 et 1899), puis à Paris de 1899 à 1902, où il entre à l'Académie Julian comme élève de William Bouguereau et Gabriel Ferrier. Il est membre fondateur de la Société artistique de la Jeunesse (Societatea Tinerimea Artisticǎ) à Bucarest en 1900, exposant régulièrement avec eux à partir de 1901.
Il voyage en France, en Italie et en Espagne et peint ensuite des paysages aux couleurs vives et éclatantes.
Gheorghe Petrașcu meurt le 1er mai 1949 à Bucarest.

## Technique
La facture de son œuvre et sa technique inhabituelle intriguent les critiques roumains et étrangers.

## Œuvres
- Le musée de Simu à Bucarest, conserve de lui une Tête d'expression, et un Paysage d'automne[6].

Peintures de Petrașcu reproduites sur des timbres de Roumanie
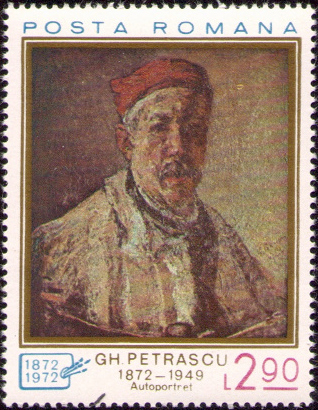
Autoportrait
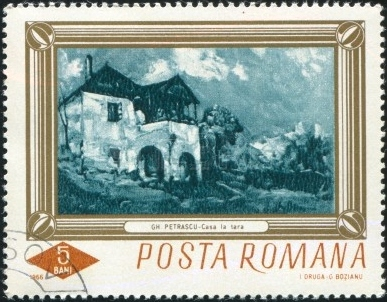
Maison de campagne
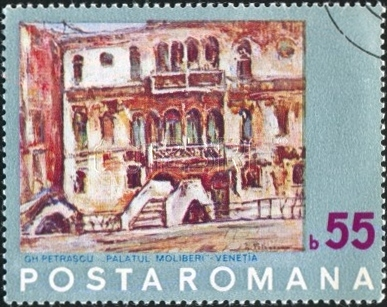
Palais Molibieri, Venise
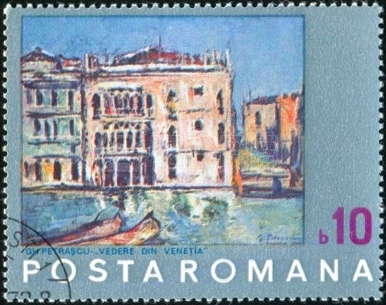
Peinture de Venise

## Distinctions et prix
- Grand prix à l’Exposition internationale de 1929 à Barcelone et à celle de  Paris en 1937[1].
- Membre titulaire de l'Académie roumaine[7] à partir de 1936.